# ジャージー・デビル (X-ファイルのエピソード)
「ジャージー・デビル」（原題：The Jersey Devil）は『X-ファイル』のシーズン1第5話で、1993年10月8日にFOXが初めて放送した。

## スタッフ
- 監督：ジョー・ナポリターノ
- 脚本：クリス・カーター

## キャスト

### レギュラー
- デイヴィッド・ドゥカヴニー - フォックス・モルダー特別捜査官
- ジリアン・アンダーソン - ダナ・スカリー特別捜査官

### ゲスト
- ウェイン・ティピット - トンプソン刑事
- マイケル・マクレイ - ピーター・ブール
- グレゴリー・シエラ - ダイアモンド博士
- ジル・ティード - グレンナ
- クレア・スタンスフィールド - ジャージー・デビル
- アンドリュー・エアリー - ロブ
- ビル・ダウ - 父親

## 内容
1947年のニュージャージー州にて、森の近くの道路でパンクしたタイヤを修理していた男性が何者かに襲撃される。後日、捜索隊が組まれその男性の死体が発見されたが、彼の足は食いちぎられていた。そして彼の死体の近くで毛深い全裸の大男が発見され捜索隊に射殺される。 
ここで、舞台は現代（1993年）に戻る。モルダーはスカリーからニュージャージー州で腕のない死体が発見されたことを聞き、捜査に赴く。2人はアトランティックシティの霊安室で死体を調べようとするが、地元警察のトンプソン刑事に捜査への介入を拒まれる。
モルダーがニュージャージーで捜査を続ける一方、スカリーは名付け子の誕生日会に出席するためにワシントンに戻る。パーティー会場でスカリーは名付け子の父親ロブに会う。その頃、モルダーはホームレスたちから事件に関する情報を得ようと聞き込みをしていた。モルダーは事件を目撃したと言うホームレスに自分の宿泊するホテルのルームキーを渡し、モルダー自身がホームレスの寝床で張り込みをする。モルダーは張り込み中に人間と思しき影を目撃するも、巡回中の警察官にホームレスと間違われて身柄を拘束されてしまう。
翌朝、スカリーは警察を訪れてモルダーを引き取り、2人はそこでトンプソン刑事に再会する。ロブとのデートへ行く前に、スカリーはメリーランド大学カレッジパーク校で教授を務める人類学者のダイアモンド博士をモルダーに紹介する。
モルダーは公園のレンジャーから野生人の死体を見つけたとの連絡を受ける。モルダーはその野生人の妻が食料を求めてアトランティックシティ内に侵入しているのではないかと推測する。モルダー、スカリー、ダイアモンド博士の3人は廃ビルで獣人の捜索を行った。時を同じくして、トンプソン刑事もSWAT隊を引き連れて獣人の捜索を開始した。
捜索中にモルダーは獣人から襲撃を受ける。獣人は森へ逃げたが、公園のレンジャーに吹き矢で撃たれて動けなり、さらに駆け付けたSWATによって射殺される。モルダーはトンプソン刑事になぜ獣人を殺したのかと抗議したが、刑事は人々を守るためには凶暴な生物を殺さざるを得ないと答えるだけだった。獣人を解剖した結果、消化管から人骨こそ見つかったものの、その骨格は現代人と同じものであった。
その後、モルダーはスミソニアン博物館の民族生物学の研究者に話を聞きに行き、スカリーはロブとの2回目のデートを断る。
ニュージャージーのとある森の中、子供の獣人が好奇に満ちた目でハイキング中の親子連れを見つめる。

## 製作
本エピソードの脚本を執筆したクリス・カーターは典型的なビッグフットのような未確認生物を題材とするよりも、ミッシング・リンクとしてのジャージー・デビルを題材とすることを決めた。その際、カーターはエドワード・オズボーン・ウィルソンのアリに関する論考や、人間が絶滅に向かって突き進んでいるという主張から多くのものを得た。当初の「肉食種の獣人が人間を食べる」という設定は掘り下げられ、「突然変異によってネアンデルタール人にまで退化してしまった人間」という設定になった。ジャージー・デビルの衣装には、グレッグ・キャノムが別のプロジェクトのために狼男の衣装として制作したものが再利用された。
スカリーがロブとデートするシーンは視聴者にスカリーがどのような生活を送っているのかを示し、スカリーという人間をより深く知ってもらうためのシーンである。モルダーがアトランティックシティで捜査を行うシーンはバンクーバーでクロマキーの手法を用いて撮影された。ポスト・プロダクションにおいて、そのシーンにカジノの背景が合成された。
クレア・スタンスフィールドが演じるジャージー・デビルは全裸で動き回っているという設定のため、撮影時には肌色一色のスーツを着用したり、長い髪で乳首を隠したりするなどの工夫がなされた。廃ビルでの捜索シーンはバンクーバー市内の雑居ビルで撮影された。また、森のシーンは大型トラックでしか入れないような場所で撮影された。

## 評価
1993年10月8日、FOXは本エピソードをはじめてアメリカで放映し、1040万人の視聴者（620万世帯）を獲得した。
『エンターテインメント・ウィークリー』は本エピソードにC評価を下し、「陳腐なエピソードだ。むやみやたらに哲学的でもある。ただ、スカリーのプライベートに焦点を当てたことはその後のシリーズの展開にとって重要な意味を持つ。」と述べている。『A.V.クラブ』のキース・フィップスも本エピソードのC評価を下し、「スカリーのプライベートを描き出したシーンとモルダーがホームレスたちと話すシーンは効果的なシーンだ。しかし、エピソード全体はかなり馬鹿げたものになっている。いいアイディアではあったが獣人が死ぬ結末がひどい。」と述べている。
『X-ファイル』の製作総指揮を務めるジェームズ・ウォンも本エピソードに批判的で、「流れの中心から外れたエピソードだ。複雑さに欠ける。ただ、画面は美しい。」としている。

## 後世への影響
クロアチアの音楽家ダルコ・ルンデクはこのエピソードにインスパイアされて『Makedo』という曲を作った。